# ビジネスレポーティング
ビジネスレポーティングまたはエンタープライズレポーティングとは、「事業における操業データと財務データを公に報告すること」、または、「定期的に組織の意思決定者にその仕事を補助する情報を提供すること」である。
レポーティングとは、改善されたビジネスインテリジェンスとナレッジマネジメントの基礎的な一部である。
実際のシステムは、データウェアハウスにおいて抽出、変換・加工、ロード (ETL) を実行し、その後、一つまたは複数のレポーティングツールを使用する場合が多い。
レポートは印刷物または電子メールで配布され、典型的にはイントラネットを通じてアクセスされる。
情報技術の飛躍的な拡大に伴いと会社間の競争の増加により、コンピューターの能力を使って、事業の様々な視点を一カ所に集め、統一的なリポートを生成したいと言う要求が高まっている。
レポーティングとは、異なる論理的モデルを持つデータ源を参照し、
人間の読むことのできるリポートを作成することを指す。
例えば、コンピューターのユーザーが人事データベースと資産改善データベースを参照し、全社にわたってどれだけ効率的に空間が使用されているかを参照する場合である。